# 尼科米底亚的尤西比乌斯
尼科米底亚的尤西比乌斯（？—341年）是为君士坦丁大帝洗礼的主教。他也是腓尼基地区贝里图斯（今贝鲁特）的主教。其随后成为尼科米底亞——当时宫廷所在地——的主教，自338年起，他居住于君士坦丁堡，直至去世。

## 影响力
作为君士坦丁皇室家族的远亲，他从地位普通的黎凡特主教一路升迁，直到掌管最为重要的主教座。事实上，他在宫廷之时，东方教会的主要职位以及东方宫廷都由阿里烏教派的人或其支持者们把持。一直以来他都备受君士坦丁大帝及君士坦提烏斯二世的信任，只有一小段时间除外。他还成为后来皇帝尤利安的导师。由于其家庭与皇帝的关系，337年5月22日，君士坦丁大帝的洗礼由他进行。同样是他在宫廷中的时候，阿里乌教派在皇家中变得更受欢迎。可以推测尤西比乌斯是君士坦丁家族接受阿里乌教派的重要推手。该教派的影响力发展的如此强大，直到君士坦丁王朝终结，狄奧多西一世即位后才在帝国中失去了影响力。
在李锡尼担任皇帝期间，尤西比乌斯与之关系密切，以至于险些遭到迫害。

## 与阿利乌的关系
与阿利烏相同，他也是安提阿的魯西安的学生，可能在一开始，其观点就和阿利乌一致。他可能也是阿利乌最狂热的支持者之一。正是因为两人的关系，321年阿利乌在被教宗亚历山大一世逐出亚历山大之时，第一个联系的人就是尤西比乌斯。两人的关系显然很密切，因尤西比乌斯的权势，阿利乌得以将其神学理论记载下来。后者后来稍微改变了自己的思想，或许只是屈从于环境的压力；不过无论如何，他都是阿里烏教派的导师与领导者。
根据古代的资料，325年的第一次尼西亞公會議中，在漫长而绝望的反对之后，尤西比乌斯不情愿地签署了《尼西亚信经》。这对阿里乌教派来说是个重大打击，因为第一次尼西亞公會議的参加者中，阿里乌派和非阿里乌派最终分裂。他对阿利乌的袒护激怒了皇帝，会议几个月之后，因与阿利乌及其追随者频繁接触，尤西比乌斯遭到流放。三年之后，他说服君士坦丁，称阿利乌的观点并未与尼西亚信经冲突，重新获得了皇帝的恩惠。329年重新返回之后，他动用国家机器，将其观点加于基督教之上。

## 政治与宗教生涯
尤西比乌斯在返回后，重新获得了失去的土地，他和其他的团体，如米利都派成为盟友，并驱逐了许多反对者。
他被现代的历史学家形容为「野心勃勃的阴谋者」以及「完美的政治玩家」。根据古代的来源，他被描述为一个专横的人，在交易中也是咄咄逼人，他还会利用盟友来监视反对者。
其另一事迹是驱逐了保禄一世，成为君士坦丁堡大主教，但在其死后，保禄恢复原职。
在帝国之外，尤西比乌斯也有着巨大的影响力，他派遣烏爾菲拉前往哥特人的地区传播阿里乌教派的基督教。
337年5月22日，他为即将去世的君士坦丁大帝进行了洗礼。

## 逝世及死后
341年，在其权势如日中天的时候，尤西比乌斯去世。在其死后，君士坦提烏斯二世甚至依照其建议，想要通过建立阿里乌教会及正式教义的方式，让羅馬帝國改信阿里烏教派。

### 脚注
1. 1 2  Drake, "Constantine and the Bishops", pp.395.
2. ↑  . Catholic Encyclopedia.   [2007-02-18]. （原始内容存档于2007-02-08）.
3. ↑  Ellingsen, "Reclaiming Our Roots: An Inclusive Introduction to Church History, Vol. I, The Late First Century to the Eve of the Reformation", pp.121.
4. ↑  Young, "From Nicaea to Chalcedon", pp.92.
5. ↑  Jones, "Constantine and the Conversion of Europe", pp.121.
6. ↑  Young, "From Nicaea to Chalcedon", pp.59.
7. ↑  Young, "From Nicaea to Chalcedon", pp.61.
8. ↑  Amidon, "The Church History of Rufinus of Aquileia: Books 10 and 11", 10.5.
9. ↑  Lim, "Public Disputation, power, and social order in late antiquity", pp.183.
10. ↑  Drake, "Constantine and the Bishops", pp.259.
11. ↑  Roldanus, "The Church in the Age of Constantine: the Theological Challenges", pp.82.
12. ↑  Roldanus, "The Church in the Age of Constantine: The Theological Challenges", pp.78.
13. ↑  Amidon, "The Church History of Rufinus of Aquileia: Books 10 and 11", 10.12.
14. ↑  . www.newadvent.org.   [2019-10-11]. （原始内容存档于2019-11-19）.
15. ↑  Guitton, "Great Heresies and Church Councils", pp.86.

### 书籍
- Amidon, Philip R. . New York: Oxford University Press. 1997.
- Bright, William. . New York: AMS Press. 1970.
- Chadwick, Henry. . Oxford: Oxford University Press. 2003.
- Chadwick, Henry. . London: Penguin Group. 1993.
- Drake, H.A. . Baltimore: The Johns Hopkins University Press. 2000.
- Ellingsen, Mark. . Pennsylvania: Trinity Press International. 1999.
- Guitton, Jean. . New York: Harper & Row Publishers. 1963.
- Jones, A.H.M. . Toronto: University of Toronto Press. 1978.
- Lim, Richard. . Berkeley: University of California Press. 1995.
- Roldanus, Johannes. . Oxfordshire: Routledge. 2006.
- Young, Frances. . Philadelphia: Fortress Press. 1983.